# Pardomima azancla
Pardomima azancla är en fjärilsart som beskrevs av Martin 1955. Pardomima azancla ingår i släktet Pardomima och familjen Crambidae. Inga underarter finns listade i Catalogue of Life.